# Mjölnarens Iréne (musikalbum)
Mjölnarens Iréne är ett studioalbum av det svenska dansbandet Wizex, släppt 1988. 
Det placerade sig som högst på 27:e plats på den svenska albumlistan. Albumet producerades och arrangerades av Rutger Gunnarsson.

## Låtlista

### Sida A
| Nr | Titel                                                            | Låtskrivare                                | Längd |
| -- | ---------------------------------------------------------------- | ------------------------------------------ | ----- |
| 1. | "Va' va' de' ja' sa (Vad var det jag sa) (Ka' du se hva'jeg sa)" | Keld Heick, Søren Bundgaard, Danne Stråhed | 3.07  |
| 2. | "Det bästa som har hänt"                                         | Jonas Warnerbring                          | 2.59  |
| 3. | "Mjölnarens Iréne"                                               | Leon Landgren, Åke Gerhard                 | 3.25  |
| 4. | "Det handlar om dig"                                             | Åke Gerhard                                | 3.18  |
| 5. | "Mina drömmars prins"                                            | Henri Saffer, Danne Stråhed                | 2.56  |
| 6. | "Ensam i natten"                                                 | Vidar Johansen, Danne Stråhed              | 3.10  |
| 7. | "Jag är knäckt"                                                  | Rene Taagehöj, Danne Stråhed               | 3.13  |

### Sida B
| Nr   | Låt                                                 | Musik                                      | Text                                                   | Längd |
| ---- | --------------------------------------------------- | ------------------------------------------ | ------------------------------------------------------ | ----- |
| 8    | Siw Malmkvist-medley                                |                                            |                                                        | 6.36  |
| 8. 1 | "Jazzbacillen (The Preacher)"                       | Horace Silver                              | Svenska: Peter Himmelstrand                            |       |
| 8. 2 | "Tunna skivor (Everybody's Somebody's Fool)"        | Howard Greenfield, Jack Keller             | Svenska: Åke Gerhard                                   |       |
| 8. 3 | "Gulle dej ( Playin' Games)"                        | Hunk Hunter                                | Svenska: Håkan Elmquist                                |       |
| 8. 4 | "Slit och släng (Lucky Lips)"                       | Jerry Leiber Mike Stoller                  | Svenska: Åke Gerhard?                                  |       |
| 8. 5 | "Lyckans ost (Hello, Mary Lou)"                     | Gene Pitney                                | Svenska: Stig Rossner (pseudonym för Stikkan Anderson) |       |
| 8. 6 | "Mamma är lik sin mamma (Sadie, the Cleaning Lady)" | Ray Gilmore, John Madara, David White      | Svenska: Stikkan Anderson                              |       |
| 9    | "Isabella"                                          | Ole Bredahl, Danne Stråhed                 |                                                        | 3.14  |
| 10   | "Som en symfoni"                                    | Danne Stråhed                              | Danne Stråhed                                          | 3.22  |
| 11   | "Mellan hägg och syren"                             | Henri Saffer                               | Henri Saffer                                           | 3.52  |
| 12   | "Från mig till dig"                                 | Søren Bundgaard, Keld Heick, Danne Stråhed | Søren Bundgaard, Keld Heick, Danne Stråhed             | 3.22  |

## Medverkande[4]
- Lena Pålsson - Sång
- Lars Hagelin - Klaviatur
- Jerker Nilsson - Trummor
- Mats Nilsson - Elbas
- Danne Stråhed - Sång, dragspel, gitarr
- Henri Saffer - Saxofon, gitarr
- Liza Öhman, Lasse Westmann, Monica Svensson - kör

## Listplaceringar
| Lista (1988) | Topplacering |
| ------------ | ------------ |
| Sverige      | 27           |

### Fotnoter
1. ↑  ”Svensk mediedatabas”. http://smdb.kb.se/catalog/id/001479488. Läst 22 april 2011.
2. ↑  ”Svensk mediedatabas”. http://smdb.kb.se/catalog/id/001487773. Läst 22 april 2011.
3. ↑  ”Svensk mediedatabas”. http://smdb.kb.se/catalog/id/001496971. Läst 22 april 2011.
4. ↑  ”Svenska dansband - Wixex (1988)”. Arkiverad från originalet den 5 mars 2016. https://web.archive.org/web/20160305012726/http://www.svenskadansband.se/img3872.htm. Läst 12 september 2008.
5. ↑  ”Listplacering”. http://hitparad.se/showitem.asp?interpret=Wizex&titel=Mj%F6lnarens+Irene&cat=a. Läst 22 april 2011.